# 采哈尼夫卡
47°27′22″N 29°11′45″E / 47.45611°N 29.19583°E
采哈尼夫卡（烏克蘭語：Цеханівка）是位於烏克蘭西南部的村莊，由敖德萨州波季利斯克区的奧克尼市鎮負責管轄。該村始建於1824年，面積1.26平方公里，海拔高度42米，2001年人口323，人口密度每平方公里256.35人。